# Hermann Stahlberg
Hermann Stahlberg, né le 20 septembre 1865 à Tartu et mort le 21 mars 1932 à Rakvere, est un orfèvre, bijoutier et pionnier espérantiste estonien.

## Biographie
Hermann Stahlberg nait le 20 septembre 1865 à Tartu, en Estonie,. En 1871, il déménage à Tallinn.
Hermann Stahlberg apprend l’espéranto en 1892 après l’avoir découvert dans une annonce pour la société espérantiste de Saint-Pétersbourg Espero. Il est un correspondant de longue date avec Louis-Lazare Zamenhof,. Il déménage en 1898 à Rakvere.
Hermann Stahlberg a écrit deux livres d’apprentissage de l’espéranto et un dictionnaire espéranto-estonien. Il a traduit divers articles et parties de l’épopée estonienne Kalevipoeg. Il a collaboré à la gazette Lingvo Internacia. Il a milité et enseigné l’espéranto.
Hermann Stahlberg est orfèvre et bijoutier,. Il est le premier à fabriquer les insignes espérantistes, sous la forme d’étoile verte, proposée par Louis de Beaufront,.
Hermann Stahlberg meurt le 21 mars 1932 à Rakvere, en Estonie,.

## Œuvres
- livres d’apprentissage de l’espéranto
- (eo + et) Esperanto-Eesti lisa-sõnastik, Wesenberg, 1911

### Encyclopédies
- (eo) Ivan Chiriaïev, Lajos Kökény et Vilmos Bleier, Enciklopedio de Esperanto, vol. 2, Budapest, Literatura Mondo, 1934, 328 p. .
- (eo) Jaan Ojalo, Enciklopedio pri la Estona Esperanto-Movado, 2000, 86 p. (ISBN 9985-9130-4-3). .

### Articles de journaux
- (eo) H. Sakaria, « Hermann Stahlberg », Informoj de Esperanto-Asocio de Estonio, no 4,‎ 1926
- (eo) H. Sakaria, « Hermann Stahlberg », Informoj de Esperanto-Asocio de Estonio, nos 4-5,‎ 1932
- (eo) J. Ojalo, « Hermann Stahlberg », Informoj de Esperanto-Asocio de Estonio, nos 1-2,‎ 1992